# Robert Körner
Robert Körner (21 agosto 1924 – 22 giugno 1989) è stato un allenatore di calcio e calciatore austriaco, di ruolo attaccante.

## Carriera

### Giocatore
Körner entrò nel settore giovanile del Rapid Vienna insieme al fratello Alfred, nel 1938, ed esordì in prima squadra quattro anni dopo. Giocò sempre per il Rapid, con 229 presenze complessive, e 86 reti. Fu capitano del club dal 1954 al 1956.
Fece parte della Nazionale terza classificata al Mondiale del 1954.

### Allenatore
Dopo il ritiro rimase al club bianco-verde, come allenatore, fino al 1966. Si trasferì quindi in Germania, al Waldhof Mannheim prima, e al Norimberga poi, come vice dell'ex-compagno di squadra Max Merkel.
Allenò ancora il Rapid per brevi periodi nel 1969-1970, nel 1971-1972 e nel 1975-1976.

### Riconoscimenti postumi
Nel 1999 i tifosi del Rapid Vienna lo inserirono nella squadra riserve (B-Team) del centenario del club.

## Palmarès

### Giocatore

#### Club
- Campionato austriaco: 7

Rapid Vienna: 1945-1946, 1947-1948, 1950-1951, 1951-1952, 1953-1954, 1955-1956, 1956-1957
- Coppa d'Austria: 1

Rapid Vienna: 1945-1946
- Zentropa Cup: 1

SK Rapid: 1951

#### Individuale
- Squadra dell'anno (da Sportschau):

1950-1951

### Allenatore
- Campionato austriaco: 2

Rapid Vienna: 1959-1960, 1963-1964
- Coppa d'Austria: 3

Rapid Vienna: 1960-1961, 1971-1972, 1975-1976
- Campionato tedesco: 1

Norimberga: 1967-1968